# Болотницкая
Боло́тницкая — железнодорожная платформа московского направления Октябрьской железной дороги. Располагается в 800 м к северо-востоку от деревни Болотница Тосненского района Ленинградской области и автодороги М10.
В справочнике «Административно-территориальное деление Ленинградской области» 1966 года в одном километре от ж.-д. ост. Болотницкая указаны деревня Болотница и посёлок Болотница. В справочнике «Административно-территориальное деление Ленинградской области» 1973 года в четырёх километрах от посёлка Любань указан населённый пункт ж.-д. ст. Болотницкая. Посёлок при железнодорожной станции Болотницкая был упразднён в 1997 году.
К юго-востоку от платформы расположен мост через реку Болотницу.